# Nowa era Jedi
Nowa era Jedi (ang. New Jedi Order) - seria książek z cyklu Gwiezdne wojny, należąca do Expanded Universe (książek i komiksów wykraczających poza ramy oryginalnych filmów George'a Lucasa). Nazwa ta funkcjonuje także jako określenie pewnego okresu w historii wszechświata Gwiezdnych wojen.
Seria Nowa era Jedi składa się z 19 książek. Akcja serii rozpoczyna się 25 lat po wydarzeniach z Nowej nadziei, a kończy 30 ANH. Cykl opowiada o inwazji wojowniczych istot z innej galaktyki, Yuuzhan Vongów, na Nową Republikę, Imperium i większość zamieszkanych przez inteligentne istoty planet i światów. Cykl rozpoczyna książka R.A. Salvatore'a, Wektor Pierwszy (Vector Prime), a kończy Jednocząca Moc (The Unifying Force) autorstwa Jamesa Luceno.

## Spis książek
1. Wektor Pierwszy - R.A. Salvatore,  (25 lat po Nowej nadziei)
2. Mroczny przypływ I: Szturm - Michael A. Stackpole,  (25)
3. Mroczny przypływ II: Inwazja - Michael A. Stackpole,  (25)
4. Agenci chaosu I: Próba bohatera - James Luceno,  (25)
5. Agenci chaosu II: Zmierzch Jedi - James Luceno,  (25)
6. Punkt równowagi - Kathy Tyers,  (26)
7. Ostrze zwycięstwa I: Podbój - Greg Keyes,  (26)
8. Ostrze zwycięstwa II: Odrodzenie - Greg Keyes,  (26)
9. Gwiazda po gwieździe - Troy Denning,  (26)
10. Mroczna podróż - Elaine Cunningham,  (25-30)
11. Linie wroga I: Powrót Rebelii - Aaron Allston,  (25...30)
12. Linie wroga II: Twierdza Rebelii - Aaron Allston,  (25...30)
13. Zdrajca - Matthew Stover,  (25...30)
14. Szlak przeznaczenia - Walter Jon Williams,  (25...30)
15. Heretyk Mocy I: Ruiny Imperium - Sean Williams, Shane Dix,  (25...30)
16. Heretyk Mocy II: Uchodźca - Sean Williams, Shane Dix,  (25...30)
17. Heretyk Mocy III: Spotkanie po latach - Sean Williams, Shane Dix,  (25...30)
18. Ostatnie proroctwo - Greg Keyes,  (30)
19. Jednocząca Moc - James Luceno,  (30)

Początkowo książek w tej serii miało być ponad 30.

### NEJ w Polsce
W Polsce ukazały się już wszystkie powyższe pozycje.

## Przyjęcie przez fanów
Znacząca część fanów Gwiezdnych wojen przyjęła tę serię dość chłodno. Główne wysuwane zarzuty to:
- Brak związku fabuły z "klasycznymi" Gwiezdnymi wojnami.
- Próby uwiarygodnienia inwazji Vongów przez wplatanie na siłę nawiązań do innych pozycji ze świata SW
- Mała wiarygodność kreacji rasy obcych.
- Zrywanie z wieloma ustalonymi kanonami świata Gwiezdnych wojen, w tym znacząca zmiana wizerunku i zasad działania Mocy (w ostatnim tomie z serii spróbowano na nowo dokonać syntezy tego zagadnienia).
- Sztuczne i skalkulowane uśmiercenie jednej z głównych, acz nie pierwszoplanowych postaci Sagi.